# Теория социальной ответственности СМИ
Теория социальной ответственности СМИ  – теория прессы, сформировавшаяся в 1940-х годах, которая постулирует автономность прессы, сопряжённую с определёнными обязательствами, по которым СМИ обязаны нести ответственность перед обществом. В её основе лежит добровольное согласие управленцев СМИ пойти на уступки журналистам и обществу, значительно ограничив свои права. Является одной из нормативных теорий массовых коммуникаций .

## Истоки
Уже в начале XX века появлялись законодательно закреплённые правила освещения в печати определённых событий. Редакторы американских газет ещё в 1923 г. разработали «Каноны журналистики», постулирующие необходимость «работать с чувством ответственности, соблюдая искренность, беспристрастность и уважение к частной жизни человека».   

Сама теория зародилась 1940-х годах, когда и сторонники теории либертарианства, и защитники идей регулирования медиа осознали незавершённость обеих теорий и их недостаточность.  Инициатива принадлежала США и проявилась в создании Комиссии по свободе прессы в 1947 году Комиссия выработала отчёт , в котором выдвинула основные требования к прессе США. Именно они легли в основу теории социальной ответственности. В данном документе подчёркивалась обязанность СМИ быть ответственными перед обществом.

Появление теории связано это с тем, что прогрессивные работники прессы наблюдали злоупотребления в личных интересах свободой печати со стороны своих коллег, издателей и владельцев.

Также причинами этому стало расширение и укрепление позиций массмедиа, что требовало общественного контроля и форм подотчётности сходных с теми, которые были обязательны только для профессиональных печатных медиа.

Теория социальной ответственности прессы имеет истоки и в технологической и промышленной революции ХХ в. В ходе этих трансформаций вырос интеллектуальный уровень населения, изменился образ жизни и произошли перемены в прессе: было произведено техническое переоснащение, что привело к использованию более передовых технологий, вырос профессиональный уровень журналистов.

## Сущность
Согласно данной теории, СМИ призваны служить общественным интересам. Поэтому средства массовой коммуникации вполне обоснованно должны нести ответственность за свои действия и слова.  На деле теория социальной ответственности постулирует уже существующие принципы и идеи, закреплённые в кодексах профессиональной этики различных медиа, только теперь в обобщённом и универсальном виде. Данная концепция является компромиссом между авторитарной и либертарианской  теориями, при этом она адаптирует либертарианскую теорию с учётом новых  условий, в которых наблюдается концентрация и монополизация прессы. 

В данной теории выражена попытка соединить воедино три принципа: личной свободы и выбора, свободы медиа и долга медиа перед обществом. Передовой идеей является призыв к медиа стать ответственными за создание продуктивных «великих сообществ».  Для этого было необходимо стать голосом всего народа, а не отдельной группы. 

Радикальность теории также проявляется и в том, что вместо требований свободы для медиа и их владельцев, она накладывает на них обязательства. Таким образом, теория социальной ответственности является ответом тоталитарным идеям.

Теория имеет столь широкий спектр применения, так как охватывает большое количество видов СМИ от частных до общественных институтов. Поэтому она вынуждена балансировать между независимостью и необходимостью исполнять долг перед обществом. Перенаправление конфликта в дискуссию – главное требование данной теории.

### Виды ответственности СМИ
В данной теории выделяют пять типов ответственности СМИ:

- ответственность перед обществом;
- ответственность перед государством;
- ответственность перед издателем и владельцем;
- ответственность перед профессией;
- ответственность перед аудиторией.

### Основные положения
- Медиа играют важную роль в обществе, особенно в области осуществления демократической политики: «Пресса имеет право критиковать правительство, но также и имеет обязанности поддерживать стабильность в обществе»[10].
- Медиа должны обеспечивать площадку для выражения мнения.
- Предполагается максимальная автономность медиа, но принимая во внимание их обязательства перед общество.
- Для осуществления работы СМИ должны быть выработаны стандарты.

### Основные принципы
Основные принципы теории были сформулированы Д. Маккуйэлом:
1. Медиа должны взять на себя и выполнять определённые обязательства перед обществом.
2. Эти обязательства должны выполняться за счёт установления высоких или профессиональных стандартов информативности, правдивости, точности, объективности и баланса.
3. Возлагая на себя и применяя эти обязательства, медиа должны саморегулироваться в рамках закона и существующих институтов.
4. Медиа должны избегать всего, что может привести к преступлению, насилию или гражданским волнениям либо оскорбить группы меньшинств.
5. Медиа в целом должны быть плюралистскими и отражать разнообразие общества, предоставляя доступ к различным точкам зрения и праву на ответ.
6. Общество и публика, в соответствии с первым названным принципом, имеют право ожидать высокие стандарты работы, и вмешательство можно оправдать только заботой о благе народа.
7. Журналисты и медиауправленцы должны быть подотчётны перед обществом, так же как перед работодателями и рынком.

### Отличия от либертарианской теории
- Теория социальной ответственности базируется  на понятии "позитивной свободы"[12] , свободы ради полезного и положительного,  в отличие от либертарианской теории, где свобода прежде всего значила отсутствие внешних ограничений.

- Свобода выражения в данной теории понимается как моральное право, в отличие от предшествующей, где это было скорее абсолютным правом.

- Относительно фигуры журналиста и человека в целом данная теория предусматривает контроль со стороны общества над поведением и моральным обликом, в то время как либертативная теория рисует портрет идельного героя, всегда движимым моральными качествами и поиском правды[13].

## Достоинства теории
- Способствует избежанию столкновений в период войн и конфликтов.

- Во главе стоит общественное мнение и нужды.

- Отсутствует монополия издательств, все они подконтрольны этическим кодексам и сводом правил.

- Ослабевает феномен "желтой прессы", так как издание может потерпеть наказание со стороны суда или быть раскритиковано обществом.

- Все категории населения могут быть услышаны в СМИ, который выступает гласом всего народа.

## Критика
- Правила этики расплывчаты, двусмысленны и могут трактоваться по-разному в зависимость от конкретного случая.

- Африканский исследователь массовых коммуникаций Окунна обращал внимание на тот факт, что невозможно выделить, кто именно должен определять принципы и стандарты поведения. Социальная ответственность и этика – это моральный аспект контроля, не предполагающий юридических мер.[14]

- Соблюдение правил в большой степени зависит от моральных качеств журналистов, которые не всегда руководствуются постулированными целями и задачами. Например, В Индии существует феномен “paid news” во время изберательной кампании. В этот период разгораются скандалы (например, выборы 2009 года [15]), раскрывающие случаи, когда пресса принимает взятки со стороны кандидатов и освещает события в том или ином ключе, выгодным только одной стороне. Нэвин Чавла, бывший главный комиссар по Выборам Индии, заявил, что «Если читатели потеряют веру в слова СМИ, особенно во время выборов, то один из оплотов демократического мира будет разрушен».

- Бывшая глава комиссии по делам образования в штате Анамбра в Нигерии Кейт Оменуга заявляет о том, что авторитет теории падает, а уверенность в её эффективности снижается. Это иллюстрируется примерами того, что этнические и расовые группы так и не были услышаны, а группы меньшинств до сих пор подвергаются некоторой дискриминации в прессе. [16]

- В рамках теории социальной ответственности все равно существуют государственные меры, которые формально идут в разрез с принципами свободы прессы. Например, уставы для защиты редак¬ционной и журналистской свободы, кодексы профессиональной этики журналиста, контроль рекламы, антимонопольное законодательство, появление советов по печати, проверки комиссиями, система субсидирования прессы.[17]

- Теория не является универсальной. В странах, на опыт которых она опирается, наблюдаются условия политического плюрализма, в них преобладают рыночные отношения и смешанные формы институтов массовой коммуникации. [18]

- “В современном мире медиа вернулись к тому, чтобы пользоваться свободой, лишённой всяких обязательств.” – таковы результаты исследований современного механизма работы СМИ.[19]

- Сейчас журналистика все больше движима коммерчискими интересами и может быть описана термином “market-driven media”[20]. Это приводит к росту "желтой прессы", преобладанию развлекательного контента над познавательным и информативным, развитию фейковых новостей и шаблонных статей. Многочисленные примеры таких кейсов были выявлены в работах П.Паттерсона и Л. Уилкинса[21].

- Исследователи современного медиа-пространнства заявляют, что медиа не могут быть полностью автономны. Помимо зависимости от государственного контроля, на них действуют такие факторы, как законодательные ограничения, действия монополий, внешние силы, давление со стороны рекламодателей и общества [22].

## Применение теории в современном мире
В современном мире данная теория до сих пор остаётся одной из главенстсвующих. На её основе созданы главные законодательные акты, отстаивающие свободу информации. 

Выпуски новостей в сфере медицины и здоровья являются примером прессы, действующей на основе данной теории. В данном случае сообщаются признаки болезней, методы лечения, даются рекомендации, которые помогают обществу.

Публикация случаев правонарушений со стороны правительственных структур – ещё один пример социально ответственных СМИ. В данном случае они выступают в качестве защитников правопорядка.

### Пример
Достаточно примеров саморегулирования прессы можно найти в Великобритании. Например, в штате газеты The Guardian есть Омбудсмен. Он принимает и рассматривает все жалобы читателей и ведёт специальную колонку, которую редактор не может запретить. В ней ведутся собственные расследования данного сотрудника, сообщается об опечатках, замечаниях читателей, недочётах в работе редакции. Также в Великобритании на общенациональном уровне существует негосударственная структура – Комиссия по жалобам на прессу, в которую может обратиться любой желающий. Она разработала Кодекс практических правил, действуя на основе которых, многие издания повышают к себе доверие и внимание.  Эта организация была создана журналистским сообществом Великобритании и пользуется большой популярностью, туда, например, обращались Тони Блэр и Джоан Роулинг.